# Хубер, Вильфрид
Вильфрид Хубер (нем. Wilfried Huber, род. 15 ноября 1970 года в Брунико, Италия) — итальянский саночник, олимпийский чемпион 1994 года в двойках, 7-кратный призёр чемпионатов мира, чемпион Европы. Участник 6 подряд зимних Олимпиад (1988—2006).
Рост — 172 см, вес — 76 кг.
Дебютировал на Олимпийских играх в 1988 году в Калгари в возрасте 17 лет и занял 7-е место в двойках (с Куртом Бруггером). Через 2 года выиграл с Бруггером серебро чемпионата мира в Калгари, уступив другой итальянской паре Хансйорг Раффль и Норберт Хубер (старший брат Вильфрида). В 1992 году на Олимпиаде в Альбервиле Вильфрид Хубер и Бруггер заняли пятое место в соревнованиях двоек. 
«Звёздный час» пары Вильдфрид Хубер/Курт Бруггер наступил через 2 года на Олимпиаде в Лиллехаммере. После первого заезда Вильфрид и Курт шли вторыми после Раффля и Норберта Хубера, но во втором заезде Вильфрид и Курт сумели отыграть отставание и с итоговым преимуществом в 49 тысячных секунды выиграть олимпийское золото. В 1995 году в Лиллехаммере Вильфрид второй раз стал вице-чемпионом мира в составе итальянской смешанной сборной.
В 1998 году на Олимпиаде в Нагано Вильфрид и Курт последний раз выступили вместе на Олимпийских играх и заняли пятое место. После этого Бруггер завершил свою олимпийскую карьеру. На следующих двух Олимпиадах (2002 и 2006) Вильфрид выступал в одиночках и занимал 9-е и 10-е места соответственно. 39-летний Вильфрид готовился к Играм в Ванкувере, где он мог стать первым в истории спортсменом, принимавшим участие в 7 зимних Олимпиадах, однако не смог квалифицироваться.

## Спортивная семья Хубер
3 брата Вильфрида Хубера также стали известными спортсменами. Норберт Хубер (род. 1964) был саночником и соперничал с Вильфридом на нескольких Олимпиадах. Кроме серебра в 1994 году Норберт также выиграл олимпийскую бронзу в двойках в 1992 году, дважды был чемпионом мира и трижды чемпионом Европы. Гюнтер Хубер (род. 1965) стал бобслеистом и в 1998 году в Нагано выиграл олимпийское золото в двойках, а через год стал и чемпионом мира в двойках. Саночник Арнольд Хубер (род. 1967) выступал преимущественно в одиночном разряде и в 1991 году в Винтерберге стал чемпионом мира. На Олимпиаде 1994 года Арнольд занял 4-е место.
Таким образом на счету 4 братьев Хубер 5 олимпийских наград (2 золота, 1 серебро и 2 бронзы) и более 20 медалей с чемпионатов мира по санному спорту и бобслею.